# Rikito Sugiura
Rikito Sugiura (jap. 杉浦 力斗, Sugiura Rikito; * 22. Oktober 2002 in der Präfektur Osaka) ist ein japanischer Fußballspieler.

## Karriere
Rikito Sugiura erlernte das Fußballspielen in der Schulmannschaft der Kokoku High School. Von Juni 2020 bis Saisonende wurde er von der High School an Zweigen Kanazawa ausgeliehen. Der Verein aus Kanazawa spielte in der zweiten japanischen Liga, der J2 League. Sein Zweitligadebüt gab er am 4. Juli 2020 im Auswärtsspiel gegen Albirex Niigata. Hier wurde er in der 79. Minute für Mutsuki Katō eingewechselt. Nach Ende der Ausleihe wurde er Anfang 2021 von Zweigen fest unter Vertrag genommen. Von August 2022 bis Saisonende wurde er an den Fünftligisten Ococias Kyoto AC ausgeliehen. Für den Klub aus Kyōto bestritt er zwei Ligaspiele. Die Saison 2023 spielt er auf Leihbasis beim Drittligisten Tegevajaro Miyazaki.